# کارلو مونتانو
کارلو مونتانو (انگلیسی: Carlo Montano؛ زادهٔ ۲۵ سپتامبر ۱۹۵۲) ورزشکار شمشیربازی اهل ایتالیا است.
وی در مسابقات کشوری و بین‌المللی در مجموع برندهٔ ۱ مدال نقره شده‌است.